# The Power of One (песня)
«The Power of One» (с англ. — «Сила избранного») — песня, записанная американской певицей Донной Саммер специально для мультфильма «Покемон 2000». Авторами песни стали Марк Чайт и Мервин Уоррен, продюсер — Дэвид Фостер. Примечательно, что Саммер и Фостер уже ранее сотрудничали над другой песней к фильму — «Whenever There Is Love» в 1996 году.

## Релиз
Песня была выпущена 11 июля 2000 года в качестве первого сингла с саундтрек-альбома к картине. Благодаря выпущенным ремиксам песня смогла добраться до второй строчки чарта Dance Club Songs.

## Отзывы критиков
Рецензент журнала Billboard отметил работу Фостера как продюсера — драматические переходы и грандиозное музыкальное сопровождение. Также он похвалил вокал Саммер, который в начале песне раскрывается как цветок, а затем, прорвавшись сквозь облака, ударяет громом на пике песни. Резюмируя он отметил, что любителям мощных баллад данная песня обязательно придётся по вкусу.

## Варианты издания
США — CD (Atlantic — 84930-2)
1. Donna Summer: «The Power Of One» (Album Version) — 3:50
2. Ralph Schuckett: «The Legend Comes To Life» (from «The Power Of One» score) — 4:15

США — CD-Maxi (Atlantic — 85021-2)
1. «The Power of One» (Jonathan Peters' Club Mix) — 8:19
2. «The Power of One» (Tommy Musto Vocal Mix) — 8:15
3. «The Power of One» (Jonathan Peters' Sound Factory Club Mix) — 9:22
4. «The Power of One» (Tommy Musto Gel Dub) — 6:26

США — 12" (Atlantic — 0-85021)
1. «The Power of One» (Jonathan Peters' Club Mix) — 8:16
2. «The Power of One» (Jonathan Peters Radio Mix) — 3:21
3. «The Power of One» (Tommy Musto Vocal Mix) — 8:12
4. «The Power of One» (Musto Beats) — 2:44

США — 2x12" (Atlantic — DMD 2574)
1. «The Power of One» (Jonathan Peters Club Mix) — 8:16
2. «The Power of One» (Tommy Musto Vocal Mix) — 8:12
3. «The Power of One» (Jonathan Peters Sound Factory Mix) — 9:22
4. «The Power of One» (Tommy Musto Gel Dub) — 6:24
5. «The Power of One» (Jonathan Peters Sound Factory Dub) — 10:20
6. «The Power of One» (Jonathan Peters Drum-A-Pella) — 9:22
7. «The Power of One» (Jonathan Peters Bonus Beats) — 8:57
8. «The Power of One» (Tommy Musto Beats) — 2:44

## Чарты
| Чарт (2000)                         | Высшая позиция |
| ----------------------------------- | -------------- |
| США (Billboard Dance Club Songs)    | 2              |
| США (Billboard Dance Singles Sales) | 13             |